# 劇場版 ドーラといっしょに大冒険
『劇場版 ドーラといっしょに大冒険』（げきじょうばん ドーラといっしょにだいぼうけん、原題: Dora and the Lost City of Gold）は、2019年に公開されたアメリカ合衆国の冒険映画。監督はジェームズ・ボビン、主演はイザベラ・モナーが務めた。本作はニコロデオンで放送されたテレビアニメ『ドーラといっしょに大冒険』を原作としている。
本作は日本国内で劇場公開されなかったが、2019年12月25日にBlu-ray＋DVDセットが発売された。

## ストーリー
ペルーのジャングル地帯。冒険家（コールとエレーナ）の娘、ドーラは従兄弟のディエゴや猿のブーツと一緒にジャングルを探検する日々を送っていた。冒険をキツネの泥棒、スワイパーに妨害されることもあったが、ドーラは楽しい生活を送っていた。ドーラが6歳になったとき、ディエゴ一家はロサンゼルスに引っ越していった。その一方、コールとエレーナはインカ文明における伝説の都市、パラパタの所在地を突き止める作業に没頭するのだった。
それから10年後、コールとエレーナはついにパラパタの所在地を突き止め、現地に赴くことにした。ドーラは同行を志願したが、両親はドーラをロサンゼルスの高校に通わせることにした。ドーラはディエゴ一家の元に下宿し、高校生活をスタートさせた。ドーラは同級生のサミーやランディと親しくなったが、ディエゴはジャングル育ち故に奔放な振る舞いをするドーラに困惑しきっていた。そんなある日、ドーラたちは課外学習の一環で博物館を訪れることになった。保管庫にあった名品に気を取られていたばかりに、ドーラたちは犯罪者集団に誘拐され、そのままペルーへと連行されてしまった。ほどなくして、ドーラたちはアレハンドロと名乗る男によって救出された。アレハンドロはコールとエレーナの友人なのだという。アレハンドロは「コールとエレーナは行方不明になっている。犯罪者集団はパラパタの財宝を狙っており、その手掛かりを得るために2人を狙っているのだろう」と一行に告げた。ドーラはアレハンドロと共に両親の救出に向かうことを決めた。巻添いを食らって誘拐されたディエゴ、ランディ、サミーも「ドーラと一緒に行動した方が救助される可能性が上がる」と考え、ドーラに協力することにした。
ドーラ一行は数々の困難を乗り越えてパラパタに到着した。そこには、コールとエレーナの姿もあった。両親との再会を喜ぶドーラだったが、ここで思わぬ事実が判明した。実は、アレハンドロは犯罪者集団の仲間だったのである。アレハンドロとその手下によって、ドーラ一行と彼女の両親は囚われの身となった。しばらくして、途方に暮れるドーラたちの目の前にブーツがひょっこりと現れ、脱走を手助けしてくれた。ドーラたちは「両親を解放するには、犯罪者たちより先に財宝を見つけ、それを交渉材料にするしかない」と考え、インカ帝国が残した最大の謎の解明に挑むことにした。

## キャスト
※括弧内は日本語吹替
- ドーラ・マルケス - イザベラ・モナー（井上ほの花）
  - 子供時代のドーラ - マデリン・ミランダ
- アレハンドロ - エウヘニオ・デルベス（英語版）（村治学）
- コール・マルケス - マイケル・ペーニャ（青山穣）
- エレーナ・マルケス - エヴァ・ロンゴリア（東内マリ子）
- ディエゴ - ジェフ・ウォールバーグ（鈴木崚汰）
  - 子供時代のディエゴ - マラキ・バートン
- サミー - マデリーン・マッデン（英語版）（金香里）
- ランディ - ニコラス・クーム（陣谷遥）
- 猿のブーツ（声の出演） - ダニー・トレホ（廣田行生）
- 狐のスワイパー（声の出演） - ベニチオ・デル・トロ（小森創介）
- パウエル - テムエラ・モリソン
- ヴァイパー（マムシ） - クリストファー・カービー
- クリスティーナX - ナターシャ・リスティッチ
- ヴァレリーおばあちゃん - アドリアナ・バラッザ
- カウィラカ王女 - クオリアンカ・キルヒャー
- 老婆 - イセラ・ヴェガ（英語版）
- マップ君（声の出演） - マーク・ウェイナー（英語版）[脚注 1]
- バックパック（声の出演） - サシャ・トロ[脚注 2]

## 製作
2017年10月23日、マイケル・ベイ率いるプラチナム・デューンズがテレビアニメ『ドーラといっしょに大冒険』の実写映画化の企画を進めており、ジェームズ・ボビンが監督に起用されたとの報道があった。2018年8月14日、ベイは自身の公式Twitterで「去年10月の報道は誤報であり、私とプラチナム・デューンズは『ドーラといっしょに大冒険』の実写化に一切関与していない」という趣旨のことを述べた。本作の主要撮影は2018年8月6日にオーストラリアのクイーンズランド州で始まり、同年12月上旬に終了した。
なお、モナーは主人公のドーラを演じるに当たってケチュア語を勉強したのだという。

## 公開・マーケティング
当初、本作は2019年8月2日に全米公開される予定だったが、後に公開日が同年8月9日に延期されることになった。
2019年3月23日、本作のオフィシャル・トレイラーが公開された。7月9日、本作のオフィシャル・トレイラー第2弾が公開された。

## 興行収入
本作は『Brian Banks』、『スケアリーストーリーズ 怖い本』、『ザ・キッチン』、『エンツォ レーサーになりたかった犬とある家族の物語』と同じ週に封切られ、公開初週末に2050万ドル前後を稼ぎ出すと予想されていたが、実際の数字はそれを若干下回るものとなった。2019年8月9日、本作は全米3735館で公開され、公開初週末に1743万ドルを稼ぎ出し、週末興行収入ランキング初登場4位となった。

## 評価
本作は批評家から好意的に評価されている。映画批評集積サイトのRotten Tomatoesには81件のレビューがあり、批評家支持率は81%、平均点は10点満点で6.48点となっている。サイト側による批評家の見解の要約は「イザベラ・モナーの見事な演技のお陰で、『劇場版 ドーラといっしょに大冒険』は原作となった子供向けアニメの精神を保持しつつも、ファミリー層に受ける冒険映画に仕上がっている。」となっている。また、Metacriticには15件のレビューがあり、加重平均値は63/100となっている。なお、本作のCinemaScoreはAとなっている。